# باتي كوستيلو
باتي كوستيلو (بالإنجليزية: Patty Costello)‏ هي لاعبة البولنغ ‏ أمريكية، ولدت في 8 مايو 1947، وتوفيت في 16 أبريل 2009 بسبب سرطان البنكرياس.